# Septoria cannabis
Septoria cannabis är en svampart som först beskrevs av Wilhelm Gottfried Lasch, och fick sitt nu gällande namn av Pier Andrea Saccardo 1884. Septoria cannabis ingår i släktet Septoria och familjen Mycosphaerellaceae.   Inga underarter finns listade i Catalogue of Life.